# 苔斑臭蛙
苔斑臭蛙（学名：Odorrana concelata），一种于中国广东省清远市清新区浸潭镇龙林场村喀斯特地区发现的两栖动物，隶属于蛙科臭蛙属。苔斑臭蛙栖息在湿润并生长有丰富苔藓的石灰岩生境中，其体背呈现苔绿色斑点，能够近乎完美地融入栖息环境，拉丁种加词“concelata”意为“伪装、隐蔽”之意。